# 25369 Dawndonovan
25369 Dawndonovan è un asteroide della fascia principale. Scoperto nel 1999, presenta un'orbita caratterizzata da un semiasse maggiore pari a 2,2474069 UA e da un'eccentricità di 0,1270878, inclinata di 3,76760° rispetto all'eclittica.